# Patrick Walker
Patrick Walker, född 20 december 1959 i Carlow, är en irländskfödd fotbollsspelare och numera fotbollstränare. 
Han kom till Sverige i början av 80-talet och har sedan dess spelat i och tränat flera olika svenska lag. Har tränat  Assyriska FF och har även varit verksam i bland annat Örebro SK Fotboll, GIF Sundsvall, Kalmar FF och även norska Sandefjord Fotball. Hans söner Robert Walker och Kevin Walker spelar fotboll.